# V774104
V774104 — транснептуновый объект (ТНО) диаметром до половины диаметра Плутона.
В момент открытия он находился на расстоянии около 103 а. е. от Солнца. На 2014 год было известно, что объект 2012 VP113 находился на расстоянии 83 а. е. от Солнца, (532037) Чиминигагуа — на расстоянии 80 а. е. от Солнца. Эрида по состоянию на 2012 год  находилась в 96,5 а. е. от Солнца, 2014 UZ224 по состоянию на 2016 год  находился в 91,6 а. е. от Солнца. Последующие наблюдения показали, что объект находится примерно на 15 астрономических единиц ближе к Солнцу.

## Открытие
V774104 был открыт коллективом под руководством Скотта Шеппарда и Чедвика Трухильо при помощи 8-метрового телескопа Субару 13 октября 2015 год вместе с 2015 TG387 (The Goblin) и 2015 TH367. Об открытии было объявлено на заседании Американского астрономического общества в ноябре 2015 года.

## Орбита
Из-за небольшого времени наблюдения орбита пока не определена.

## «Седноид»
Если перигелий объекта окажется достаточно далеко от Солнца, то он станет ещё одним седноидом — объектом группы, которая обращается вокруг Солнца за пределами пояса Койпера и не подвергается гравитационному влиянию Нептуна.